# Osvinov
Osvinov (německy Gesmesgrün) je malá vesnice, část obce Stráž nad Ohří v okrese Karlovy Vary v Karlovarském kraji. Nachází se asi 2,5 kilometru severozápadně od Stráže nad Ohří. V roce 2011 zde trvale žilo 23 obyvatel. Vesnicí protéká Osvinovský potok.

## Historie
První písemná zmínka o vesnici pochází z roku 1357.

## Přírodní poměry

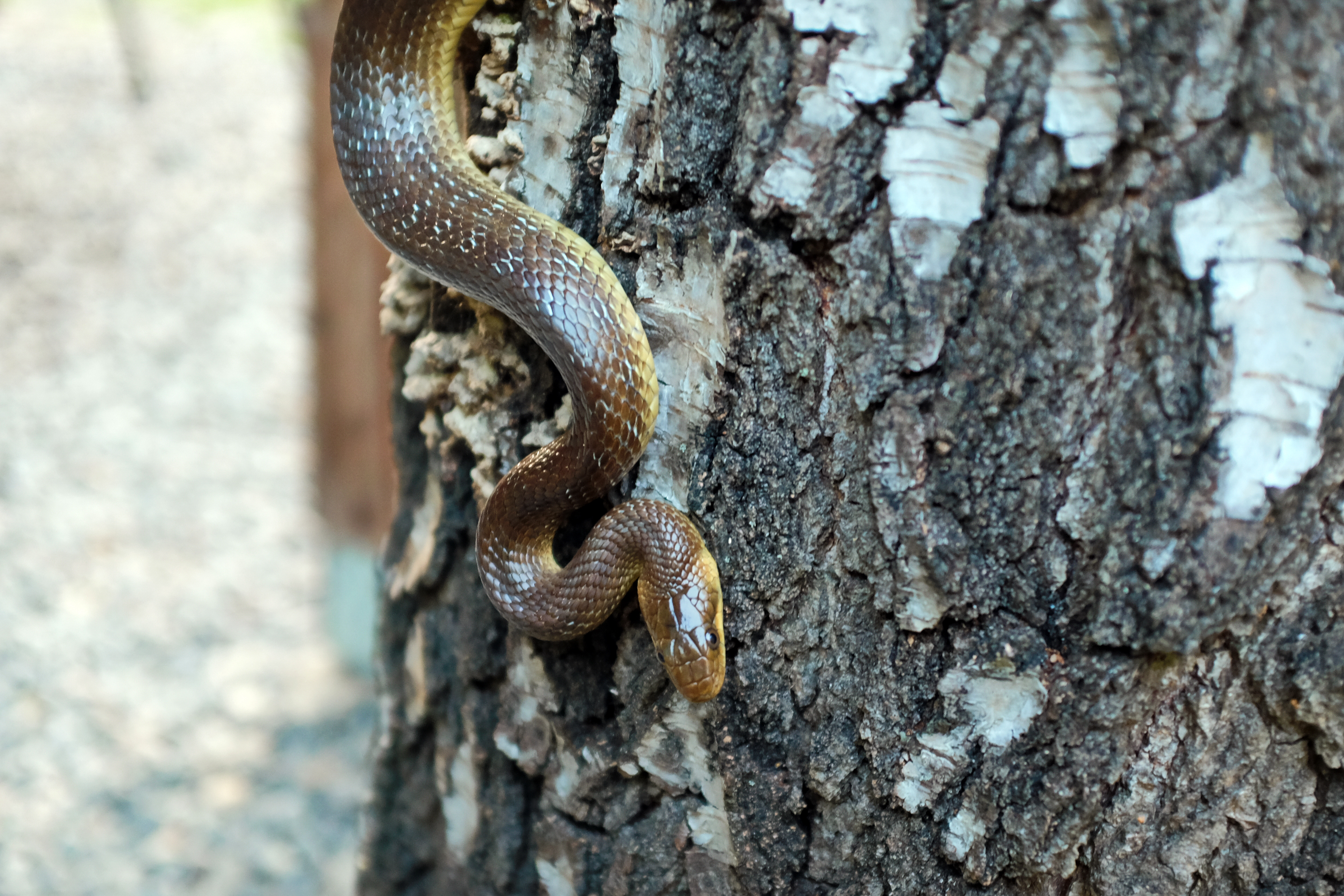
Užovka stromová v Osvinově

Osvinov je také název katastrálního území o rozloze 7,65 km².
Ve vesnici působí od roku 2006 občanské sdružení Zamenis, jehož náplní je záchrana izolované populace užovky stromové v údolí Ohře, odhadované na 400–600 jedinců. V rámci záchranného programu jsou budována umělá líhniště. V místním infocentru je možné se s tímto hadem setkat a seznámit se s jeho ochranou.
Do katastrálního území Osvinov zasahuje, na západní straně údolí Pekelského potoka, národní přírodní rezervace Nebesa.

## Obyvatelstvo
Při sčítání lidu v roce 1921 zde žilo 349 obyvatel (z toho 166 mužů) německé národnosti a římskokatolického vyznání. Podle sčítání lidu z roku 1930 měla vesnice 313 obyvatel: 311 Čechoslováků a dva cizince. Všichni se hlásili k římskokatolické církvi.
| Rok            | 1869 | 1880 | 1890 | 1900 | 1910 | 1921 | 1930 | 1950 | 1961 | 1970 | 1980 | 1991 | 2001 | 2011 | 2021 |
| -------------- | ---- | ---- | ---- | ---- | ---- | ---- | ---- | ---- | ---- | ---- | ---- | ---- | ---- | ---- | ---- |
| Počet obyvatel | 283  | 246  | 255  | 255  | 238  | 349  | 241  | 41   | —    | 76   | 67   | 56   | 37   | 23   | 35   |
| Počet domů     | 47   | 48   | 48   | 50   | 46   | 45   | 45   | 56   | —    | 14   | 12   | 10   | 10   | 7    | 10   |

## Obecní správa
Při sčítání lidu v letech 1869–1930 Osvinov byl samostatnou obcí v okrese Jáchymov. V roce 1950 byla uváděna jako část obce k Stráži nad Ohří v okrese Karlovy Vary-okolí. V následujícím období byla osada úředně zrušena a jako část obce Stráž nad Ohří byla obnovena 1. ledna 2004.

## Pamětihodnosti
- Zřícenina hradu Himlštejn
- Hájovna u loveckého zámečku Liščí kámen
- Kaple Panny Marie[12]
- Památný strom Lípa v Osvinově